# Franc Jožef Jenko
Franc Jožef Jenko, slovenski tiskar in knjigarnar, živel v 2.polovici 18. stoletja.
V listinah je dokazano, da je Jenko vsaj od 1785 živel in deloval v Celju kjer je bil založnik in tiskar. Leta 1790 je v Ljubljani odkupil podružnično tiskarno J.F. Egra in tam natisnil več pomembnih slovenskih del, med drugimi tudi: Večna pratika od gospodarstva (A. Breznika), Slovennska Grammatika (M. Zagajška) in Popolnoma podvučenje za vse čebelarje (A. Janše) ter številne tiske v nemščini. Prodajo nemških in latinskih teoloških knjig je organiziral po vsej avstro-ogrski monarhiji. Njegova zadnja do sedaj znana natisnjena knjiga je iz leta 1796.